# Михайловское водохранилище (Свердловская область)
Михайловское водохранилище (Михайловский пруд) — водохранилище на реке Серге, в городе Михайловске Свердловской области России. Создано для Михайловского завода как заводской пруд. Источник производственного, хозяйственно-бытового водоснабжения и рекреационный водоём.

## География
Плотина расположена на реке Серге, в 4 километрах от её устья. Отдельные рукава водохранилища образуют впадающие в Сергу реки: справа, с севера, Демид и слева, на юге, Куба. Со стороны плотины берега застроены, верховья водоёма покрыты лесом. У плотины по обеим берегам — скалы, являющиеся геоморфологическим и ботаническим памятником природы. Подпор воды по Серге достигает села Аракаева.
На берегах также имеются базы отдыха и детские лагеря.

## История
Строительство Михайловского железоделательного завода, принадлежащего М. П. Губину, начато в 1805 году. В 1806 между горами Еланная и Воронина (366,0 м), при впадении реки Куба в Сергу, сооружена плотина, образовавшая Михайловский пруд длиной около 6 км. В августе 1808 года получено первое листовое железо.

## Морфометрия
Площадь водосбора — 2140 км², площадь водной поверхности — 8,4 км², нормальный подпорный уровень — 257,5 м, полный объём — 29,6 млн.м³, полезный объём — 26,1 млн.м³. Максимальная высота плотины — 10 метров, отметка гребня плотины — 258,5 метра, длина — 430 метров. Максимальная глубина — 9 метров.
В государственном водном реестре площадью 7,4 км², в Энциклопедии Свердловской области — 7,8 км².

## Данные водного реестра
По данным государственного водного реестра России, Михайловское водохранилище относится к Камскому бассейновому округу, речной бассейн Камы, речной подбассейн Белой, водохозяйственный участок — Уфа от Нязепетровского гидроузла до Павловского гидроузла без реки Ай.
Код объекта в государственном водном реестре — 10010201121411100004471.